# Wołanie o słońce nad światem
Wołanie o słońce nad światem – jedyna płyta długogrająca polskiego zespołu jazz-rockowego Dżamble, wydana w 1971 nakładem Polskich Nagrań. Składają się na nią piosenki nagrane przez grupę w latach 1969–1970. Gościnnie w nagraniach wzięło udział kilku czołowych przedstawicieli polskiej sceny rozrywkowej. Teksty utworów zostały napisane przez znanych krakowskich poetów tamtego okresu, z kolei muzykę skomponowali sami członkowie zespołu.
Album został wznowiony na płycie winylowej w 1987 roku w ramach serii Z Archiwum Polskiego Beatu. Na CD po raz pierwszy ukazał się w 1993 roku nakładem wytwórni Intersonus (jako Dżamble i Andrzej Zaucha, z trzema nagraniami bonusowymi), a 9 lat później wydany przez Universal Music Polska (seria Niepokonani, bez bonusów). Obydwa wydania miały zmienioną okładkę. Wreszcie we wrześniu 2013 roku wytwórnia Polskie Nagrania dokonała wznowienia płyty w ramach serii Kultowe winyle na cd. Wydanie zawierało oryginalną szatę graficzną autorstwa Rafała Olbińskiego, będącą odwzorowaniem płyty gramofonowej, a także 3 nagrania bonusowe (2 inne niż w wydaniu Intersonus).
Mimo że płyta odniosła sukces, okazała się jedynym longplayem w karierze zespołu, który popadł w konflikt z wydawcą i wkrótce zawiesił działalność.

## Lista utworów
Wydanie 1971:
Strona A
| 1. | Święto strachów            | 5:09  |
|    |                            |       |
| 2. | Hej, pomóżcie ludzie       | 3:43  |
|    |                            |       |
| 3. | Muszę mieć dziewczynę      | 3:00  |
|    |                            |       |
| 4. | Naga rzeka                 | 4:55  |
|    |                            |       |
| 5. | Dziewczyna, w którą wierzę | 3:42  |
|    |                            |       |
|    |                            | 20:29 |
|    |                            |       |
Strona B
| 6. | Masz przewrócone w głowie    | 3:26  |
|    |                              |       |
| 7. | Wymyśliłem ciebie            | 2:56  |
|    |                              |       |
| 8. | Szczęście nosi twoje imię    | 3:13  |
|    |                              |       |
| 9. | Wołanie o słońce nad światem | 10:32 |
|    |                              |       |
|    |                              | 20:07 |
|    |                              |       |
- Muzyka – J. Horwath (1, 4, 5, 7, 8), M. Pawlik (2, 3, 6, 8, 9), A. Zaucha (4)
- Teksty – Leszek Aleksander Moczulski (2, 5, 6, 9), Tadeusz Śliwiak (1, 3, 8), Jerzy Ficowski (4), Adam Kawa (7)

Bonusy w wydaniu 2013:
| 10. | Wpatrzeni w siebie | 2:57  |
|     |                    |       |
| 11. | Sami               | 2:49  |
|     |                    |       |
| 12. | Opuść moje sny     | 2:58  |
|     |                    |       |
|     |                    | 08:44 |
|     |                    |       |
- Muzyka – M. Pawlik (10), T. Stańko (11), J. Horwath (12)
- Teksty – A. Kawa (10, 12), Jan Polewka (11)

## Twórcy
- Jerzy Horwath – fortepian, organy
- Marian Pawlik – gitara basowa, gitara
- Jerzy Bezucha – perkusja
- Andrzej Zaucha – wokal
- Benedykt Radecki – perkusja (10-12)

### Gościnnie
- Michał Urbaniak – saksofon sopranowy, tenorowy, barytonowy, skrzypce elektryczne (1, 3, 6-9)
- Tomasz Stańko – trąbka (6, 7, 9)
- Marek Ałaszewski i Marek Pawlak – śpiew (5, 6)
- Jerzy Bartz i Józef Gawrych – instrumenty perkusyjne (1, 5, 9)
- Janusz Muniak – saksofon sopranowy i tenorowy, flet (4-9)
- Zbigniew Seifert – saksofon altowy (6, 7, 9)
- Kwartet wokalny (2)
- Kwartet smyczkowy (7)
- Zespół wokalny Centralnego Zespołu Artystycznego ZHP w Warszawie (2)